# Aérodrome de Nuits-Saint-Georges
L’aérodrome de Nuits-Saint-Georges (code OACI : LFGZ) est un aérodrome civil, situé à 1,5 km à l’est-nord-est de Nuits-Saint-Georges dans la Côte-d'Or (région Bourgogne-Franche-Comté, France).
Il est utilisé pour la pratique d’activités de loisirs, d'école de pilotage et de tourisme (aviation légère, hélicoptère et aéromodélisme).

## Histoire
L’aéroclub de Nuits-Saint-Georges crée le 20 novembre 1961, est une association à but non lucratif (association de loi de 1901) affiliée à la Fédération française aéronautique (FFA). Il compte environ 70 membres et représente 800 heures de vol par an. 
L’activité principale est l’école de pilotage sur DR400 Robin.
L’aérodrome de Nuits-Saint-Georges naît sous l’impulsion d’un homme dans les années 1960 : Henri Massart. Ancien propriétaire du château de La Berchère. Il est équipé d’une piste en herbe de 60 m de large et 894 m de long, orientée est/ouest. Un club house et un hangar pour abriter les avions.

## Installations
L’aérodrome dispose d’une piste en herbe orientée est-ouest (11/29), longue de 962 m et large de 60.
L’aérodrome n’est pas contrôlé. Les communications s’effectuent en auto-information sur la fréquence de 123,500 MHz.
S’y ajoutent :
- une aire de stationnement ;
- des hangars ;
- Un Club House pour les pilotes ;
- une station d’avitaillement en carburant (100LL)[1].

## Activités
- Aéroclub de Nuits-Saint-Georges